# ENu
eNu （えぬ、4月19日 - ）は、日本で活動する作詞家、ボーカリスト。東京都出身。有限会社ベリーグー所属。

## 人物
シンガーとして音楽活動を始め、その後歌うことを通して相手に伝える“言葉”に興味を持ち作詞活動をスタート。
数多くの曲を歌ってきた経験のもと、言葉のサウンド感をうまく引き出すとともに、アーティストの気持ちに沿った詞を書くことを得意としている。
現在も作詞だけにとどまらずシンガーとして活躍中。

## 提供作品

### アーティスト
- i☆Ris
「Believe in」
- 佐々木彩夏
「Early SUMMER!!!」
- 高城れに
「Tail wind」（共作詞）
「Voyage！」
「spart!」
「everyday れにちゃん」
- 昆夏美
「Despair Syndrome」
- 佐藤聡美
「stella message」
「starlight fortune」
- YURiKA
「MIND CONDUCTOR」
- 浪川大輔
「夜咲きの勿忘草」
- Uncle Bomb
「La lu la」
「空想地図」
「Always」
「No Way, But」
「all the time ANNIVERSARY」
「stand by」
- 豊永利行
「CHANGE」
- ニノミヤユイ
「Lemon Gelato」(共作詞)
- 堀江由衣
「小さな勇気」
- Machico
「ワイルドカード」
「キミコンパス」
「ミラクルっと❤︎Link Ring!」
- はちみつロケット
「リトル＊フラワーズ」（共作詞）
- 3Bjunior
「星たちの饗宴 ～アポロンと共に～」
- アメフラっシ
グロウアップ・マイ・ハート
Rain Makers!!（共作詞）
Over the rainbow

- Live us
「ライブ・ア・ライフ！」
- 早瀬走
「Life goes on」

### テレビアニメ
- 銃皇無尽のファフニール
「ダリア」
「メロウ」
「かわらないもの。」
- 灰と幻想のグリムガル
「Knew day」
「seeds」
「rainy tone」
- サクラクエスト
「Morning Glory」
「Lantana」
「ASTER」
「Baby's breath」
- Fairy gone
「Ash-like Snow」
- 刀剣乱舞-花丸-
「花の薫りは叶枝垂れ」
「心魂の在処」
「花丸便りの舞う頃に」
「夜明けの空」
- HUGっと!プリキュア
「LOVE & LOVE」
- アニマエール
「Color select」
「yell for…」
- くまクマ熊ベアー
「あのね。」（共作詞）
- フットサルボーイズ!!!!!
「Higher Goals」
「Dream Piece」
「Fulfilling days」
「Starlight HERO」
「Glory One」
「World Maker!!」
「From Memories」
「Rock on!!」
「Say peach」
「ONE OFF MIND」
「own way」
「heart to heart」
「Star Seeds」
「only one」
「My will」

### 特撮
- 騎士竜戦隊リュウソウジャー
「エンドレス・ファイアー」
「Merge」
「トキメキ☆マイティーガール」
「疾風のように」
「黎明の道」
「夢で逢えたら」
- 暴太郎戦隊ドンブラザーズ
「Try it!」（作詩）
「朧」（作詩）
「Jewel Pieces」（作詩）

### ゲーム
- アイドルマスターシンデレラガールズ
「White again」
「青空エール」
「Vast world」
「ダイアモンド・アテンション」
「New bright stars」
- クイーンズブレイドWHITE TRIANGLE
「Resonant Stars」
- オンゲキ
「Starring Stars」
- クイズRPG 魔法使いと黒猫のウィズ
「キラリ☆ω★NyanRIZE！」
「Fairy Yell」
- 千銃士
「L Tactics」
「Cherish」
「Tasty!」
「absolute freedom」
「ワイルドフロンティア」
「antique memory」
「畢生の荒波をゆけ」
「あきんどスピリッツ!」
「内緒のゆびきり」
「HOME」
「月影のラストルス」
「Puls Ultra」
「Happy Lovely Party Time」
「Limited Cords」
「Promise」
「Knock Knock Knock」
「シグナル」
「花ノ舞、鬨ノ歌」
「Knightliness」
「Starring field」
「odd Macaron」
「Fake to Face」
「Rose Relation」
「Two sidesism」
「Bloods conflict」
- プリンセスコネクト!Re:Dive
「in flames」